# Lista primarilor Calafatului
Această pagină este o listă a primarilor municipiului Calafat.
| Primar                | Începutul mandatului | Încheierea mandatului | Partid politic            |  |
| --------------------- | -------------------- | --------------------- | ------------------------- |  |
| Iosif Avramovici      | 1852                 | 1866                  |                           |  |
| Sima Pazareț          | 1866                 | 1870                  |                           |  |
| Constantin Câncea     | 1871                 | 1876                  |                           |  |
| Marin Drăgulescu      | 1876                 | 1878                  |                           |  |
| Sima Pazareț          | 1879                 | 1879                  |                           |  |
| Marin Drăgulescu      | 1880                 | 1888                  |                           |  |
| Constantin Câncea     | 1888                 | 1889                  |                           |  |
| P.D. Branețu          | 1890                 | 1890                  |                           |  |
| Ilariu Marian         | 1891                 | 1894                  |                           |  |
| Ștefan Columbeanu     | 1894                 | 1895                  |                           |  |
| Marin Popescu         | 1895                 | 1896                  |                           |  |
| Ștefan Columbeanu     | 1896                 | 1897                  |                           |  |
| Ilariu Marin          | 1898                 | 1901                  |                           |  |
| Ștefan Columbeanu     | 1901                 | 1901                  |                           |  |
| Ioan S. Drăgulescu    | 1902                 | 1903                  |                           |  |
| Ioan St. Ciupag       | 1903                 | 1904                  |                           |  |
| Ioan S. Drăgulescu    | 1905                 | 1906                  |                           |  |
| Ioan St. Ciupag       | 1907                 | 1910                  |                           |  |
| Ștefan I. Marincu     | 1911                 | 1914                  |                           |  |
| Ioan St. Ciupag       | 1914                 | 1916                  |                           |  |
| Petre Oprescu         | 1916                 | 1918                  |                           |  |
| Ioan St. Ciupag       | 1918                 | 1921                  |                           |  |
| Floarea N. Duțulescu  | 1921                 | 1922                  |                           |  |
| Dumitru Iureș         | 1922                 | 1922                  |                           |  |
| Ioan St. Ciupag       | 1922                 | 1923                  |                           |  |
| Petre Ivanovici       | 1923                 | 1928                  |                           |  |
| Marin Stoiculescu     | 1923                 | 1928                  |                           |  |
| Nicolae G. Mită       | 1929                 | 1930                  |                           |  |
| Mitrică Encioiu       | 1930                 | 1933                  |                           |  |
| Grigore Borc          | 1933                 | 1937                  |                           |  |
| Mitrică Encioiu       | 1937                 | 1938                  |                           |  |
| Dumitru D. Iureș      | 1938                 | 1940                  |                           |  |
| Constantin Segărceanu | 1940                 | 1941                  |                           |  |
| Dumitru Catană        | 1941                 | 1945                  |                           |  |
| Dumitru Popa          | 1945                 | 1947                  |                           |  |
| Constantin Cioroianu  | 1947                 | 1950                  |                           |  |
| Gheorghe Viziru       | 1950                 | 1952                  |                           |  |
| Neblea Pandele        | 1952                 | 1953                  |                           |  |
| Petre Dumitru         | 1953                 | 1953                  |                           |  |
| Glorea Nițică         | 1954                 | 1954                  |                           |  |
| Gheorghe Tănăsescu    | 1955                 | 1955                  |                           |  |
| Ion Iacob             | 1956                 | 1959                  |                           |  |
| Petre Bobolicu        | 1959                 | 1967                  |                           |  |
| Iancu Radu            | 1968                 | 1977                  |                           |  |
| Constantin Cotoi      | 1977                 | 1983                  |                           |  |
| Sebastian Lăpădat     | 1983                 | 1985                  |                           |  |
| Elena Georgescu       | 1985                 | 1989                  |                           |  |
| Ionică Bădoi          | 1989                 | 1989                  |                           |  |
| Ion Adam              | 1990                 | 1990                  |                           |  |
| Mungiu Aurel          | 1990                 | 1992                  |                           |  |
| Gheorghe Balaci       | 1992                 | 1992                  |                           |  |
| Cornel Cojocaru       | 1992                 | 1996                  |                           |  |
| Marin Preda           | 1996                 | 2000                  |                           |  |
| Petre Trăistariu.     | 2000                 | 2008                  | Partidul Social Democrat  |  |
| Mircea Marinel Guță   | 2008                 | 2016                  | Partidul Național Liberal |  |
| Lucian Ciobanu.       | 2016                 | 2020                  | Partidul Social Democrat  |  |
| Dorel Mitulețu        | 2020                 | -                     | Partidul Național Liberal |  |